# Teucholabis (Teucholabis) carolinensis
Teucholabis (Teucholabis) carolinensis is een tweevleugelige uit de familie steltmuggen (Limoniidae). De soort komt voor in het Nearctisch gebied.